# گمینا گوژوف شلانسکی
گمینا گوژوف شلانسکی (به لهستانی:  Gmina Gorzów Śląski) یک گمینا در لهستان است که در شهرستان اولسنو واقع شده‌است. گمینا گوژوف شلانسکی ۱۵۴٫۱۲ کیلومتر مربع مساحت و ۷٬۶۹۳ نفر جمعیت دارد.